# Coxicerberus parvulus
Coxicerberus parvulus är en kräftdjursart som först beskrevs av Albuquerque 1978.  Coxicerberus parvulus ingår i släktet Coxicerberus och familjen Microcerberidae. Inga underarter finns listade i Catalogue of Life.